# Americano da sella
L'Americano da sella (American Saddlebred in inglese) è una razza equina americana che deriva dall'incrocio di cavalli Galloway, di origine scozzese, e Hobby, di origine irlandese, arrivati in Nord America con i coloni direttamente dalle isole britanniche. In seguito all'allevamento selettivo e all'incrocio con i purosangue, portato avanti prevalentemente lungo il Rhode Island, venne introdotto il cosiddetto “Horse America Made” utilizzato durante la Guerra di secessione americana dagli ufficiali dell’esercito.
Gli antenati di questa razza, i Narragansett (oggi estinti), i Canadian Pacer (che hanno fornito le basi per diverse altre razze americane come trottatori e Tennessee Walking Horse) e i Morgan, erano originariamente cavalli da lavoro grazie alla loro forza e resistenza. Successivamente alla Guerra di secessione americana è cresciuta la tendenza a sfoggiare cavalli adatti agli spettacoli equestri e quindi maggiormente predisposti a cavalcatura per la cavalleria e per altre diverse discipline.
Man mano che gli spettacoli a cavallo riacquistavano popolarità, l'American Saddle Horse brillava per la sua bellezza, facilità di movimento, resistenza e capacità di apprendimento che lo rendevano una razza ricercata e commercialmente preziosa. Con lo scopo di preservare la razza, il 7 aprile 1891 a Louisville nel Kentucky venne fondata la American Saddle Horse Breeders Association (American Saddlebred Horse Association dal 1980) e fu creato il libro genealogico specifico della razza, dando così vita all'American Saddlebred.
Il cavallo da sella americano, nel corso degli anni, è stato definito come “il cavallo più incompreso d’America” in quanto presenta svariate caratteristiche fisiche e comportamentali che lo rendono competitivo in molte discipline: eventing, trail, riding, dressage, combined driving. Questa razza viene particolarmente utilizzata anche per attività ludiche di tipo sportivo non competitive come la scuola di equitazione, sfruttando l’intelligenza e il carattere dolce e mansueto che caratterizzano tale cavallo.
Ci fu un incrocio continuo con i purosangue e altre razze tra cui l'arabo e il Morgan horse. Negli spettacoli equestri che si svolsero in Kentucky e in Virginia agli inizi del 1800, Americani da sella americani, generalmente conosciuti come Saddlers Kentucky, sono stati spesso riconosciuti come vincitori grazie alla loro bellezza, eleganza e stile. Dal 1902, presso il Kentucky State Fairgrounds a Louisville, si tiene ogni anno il prestigioso World Championship Horse Show che incorona il campione del mondo su diverse discipline delle razze American Saddlebred, Hackney pony, Standardbred. Tale spettacolo è in grado di attirare spettatori e professionisti equestri da tutto il Mondo, con la partecipazione di oltre 2 000 cavalli nella competizione per oltre un milione di dollari in premi. Durante il XX secolo, nell’età d’oro di Hollywood, l’Americao da sella ha inoltre preso parte a diversi film.
La popolarità della razza equina è continuata a crescere non solo negli Stati Uniti ma anche in Gran Bretagna, Australia, Europa continentale e Sudafrica, dove troviamo registri appartenenti a questa razza.

## Caratteristiche
Comunemente indicato come il "cavallo prodotto dall'America", l'Americano da sella rimane oggi una razza molto popolare; è conosciuto per il suo temperamento amichevole e calmo.

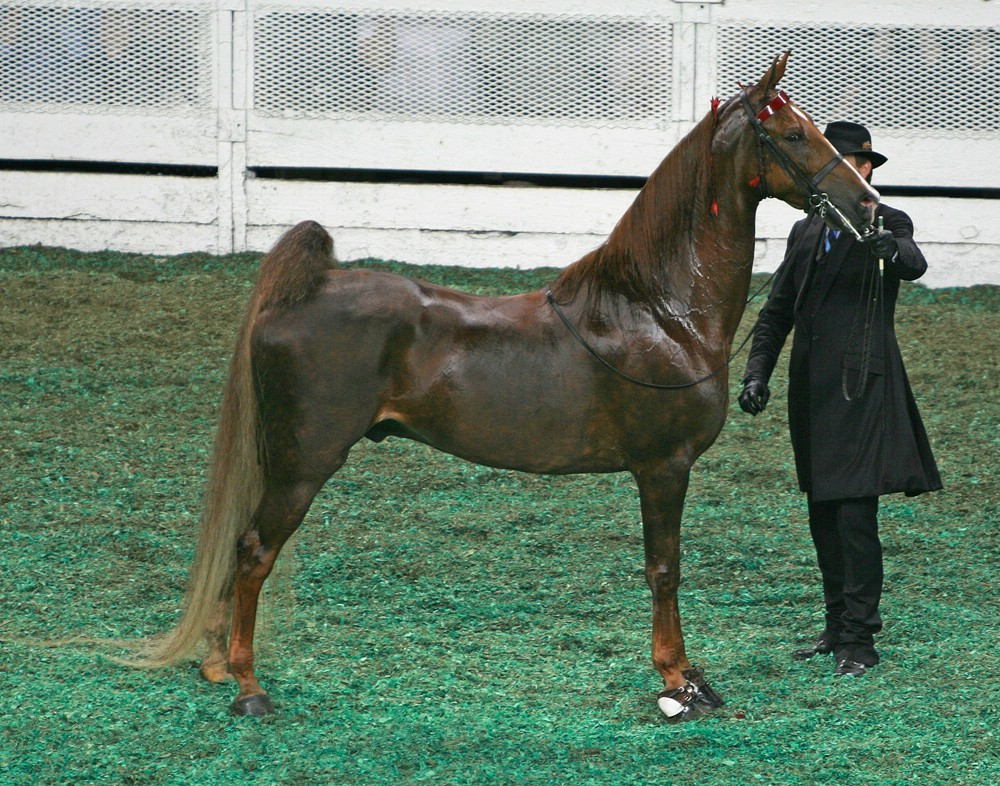

L'altezza e il peso medi per la razza sono da 152 a 163 cm e da circa 450 a 540 kg. Il cavallo da sella americano è caratterizzato da una testa piccola ed elegante, a profilo rettilineo, con mascella asciutta, muso arrotondato, orecchie piccole e dritte, occhi grandi e narici ampie. Il collo è lungo, snello e ben arcuato; si inserisce nel garrese, che è prominente, conferendo alla testa un tipico portamento alto. La linea dorso-lombare è dritta e lunga, la spalla muscolosa e ben inclinata. La groppa è orizzontale e la coda attaccata alta, portata artificiosamente eretta spesso a seguito di un intervento di resezione sui muscoli o i nervi relativi. Il torace è ampio e profondo. Gli appiombi non sono sempre molto corretti. Gli avambracci sono lunghi, gli stinchi sottili e i tendini ben staccati. I pastorali sono lunghi e inclinati, i piedi piccoli, ben conformati, con talloni aperti.

### Andature
Questi cavalli avevano le dimensioni e la bellezza del purosangue, ma mantenevano la capacità di imparare le andature di guida facile. Questi animali venivano usati per cavalcare, trainare carrozze e altri lavori.
Il Saddlebred può essere a tre andature o a cinque andature. I cavalli a tre andature eseguono la camminata, il trotto e il galoppo animati, e mostrano un'azione a ginocchio alto e uno sguardo animato. I cavalli a cinque andature eseguono le stesse tre andature, con l'aggiunta di un'andatura lenta e un rack. Quest’ultime sono entrambe a quattro battute, mostrando la potenza e l'eleganza del cavallo.

### Comportamento e problemi di salute
I cavalli Americani da sella sono noti per il loro temperamento calmo e amichevole, che li rende facili da addestrare. Questa razza è soggetta ad alcuni problemi di salute:
- Lumeness rigido e garretto: il movimento di questa razza è bello da guardare, ma può causare problemi di zoppia alle estremità posteriori tra cui dolore e debolezza soffocamento e garretto.
- Ringbone e Sidebone: queste condizioni si verificano talvolta negli zoccoli anteriori di un cavallo da sella dove possono verificarsi dei depositi di calcio al di sopra del livello della banda coronaria del Saddlebred, causando dolore e zoppia.[12]

### Preparazione
La maggior parte dei soggetti presentano criniere e code lunghe e fluenti. Pur essendo un aspetto estetico particolarmente interessante, richiedono cure attente e toelettatura regolare per mantenerle sane. Spazzolare regolarmente la criniera può aiutare a prevenire nodi e grovigli.
Governare e mantenere una coda può essere più impegnativo, soprattutto perché alcuni cavalli ce l'hanno così lunga da trascinarsela a terra. Alcuni proprietari intrecciano regolarmente la coda o la legano in un nodo in modo tale da tenerla lontano dallo sporco; entrambe queste opzioni devono essere rimosse regolarmente, altrimenti potrebbero danneggiare i crini e il coccige. Districare la coda a mano e usare del balsamo potrebbero aiutare a migliorare le condizioni igieniche del cavallo.

### Mantello
Non ci sono restrizioni di colore all'interno della razza: i colori più comuni, tuttavia, sono baio, morello, sauro e grigio, mentre il roano compare raramente.

## Storia

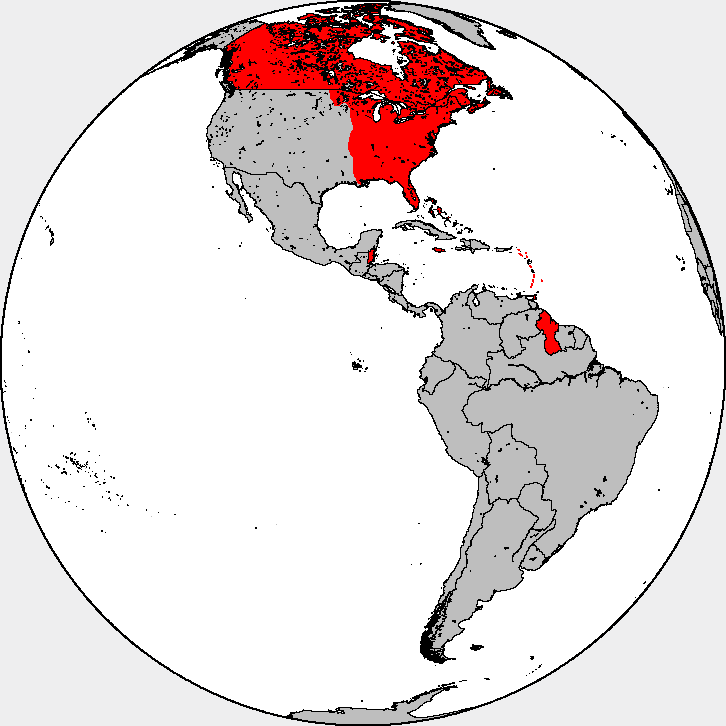
Colonie britanniche in America

Storicamente indicato come "Horse America Made”, l'American Saddlebred trova le sue origini nei cavalli Galloway e Hobby che furono importati in Nord America grazie ai primi coloni britannici.
Queste due robuste razze si svilupparono lungo la costa orientale venendo inseriti nell'allevamento selettivo con i Narragansett Pacer, animali naturali e di facile andatura, che vedono il loro sviluppo nelle colonie del Rhode Island e della Virginia. In seguito furono incrociati con i purosangue, importati in America nei primi anni del 1700, per le loro dimensioni e qualità.
Al tempo della guerra rivoluzionaria, la razza veniva chiamata semplicemente "il cavallo americano" ed era una tipologia universalmente riconosciuta.
Infatti venne identificata come tale per la prima volta in Francia in una lettera del 1776 al congresso continentale da un diplomatico americano, che ne voleva uno come regalo per Maria Antonietta.

### XIX secolo
A partire dal XIX secolo, i cavalli americani andarono a ovest con i pionieri e nel Kentucky vennero selezionati con l’obiettivo di ottenere un cavallo estremamente versatile, che fosse propenso all’utilizzo come cavallo da sella, elegante e di bell’aspetto per trainare le carrozze, ma allo stesso tempo anche forte e resistente per compiere lavori agricoli. Gli incroci con i purosangue continuarono e svilupparono una razza multiuso nota come Kentucky Saddlebred.

Il più famoso tra i purosangue fu Denmark(1839), che cambiò per sempre il "cavallo americano", padre di Gaines Denmark (1851), ufficialmente riconosciuto come capostipite della razza.

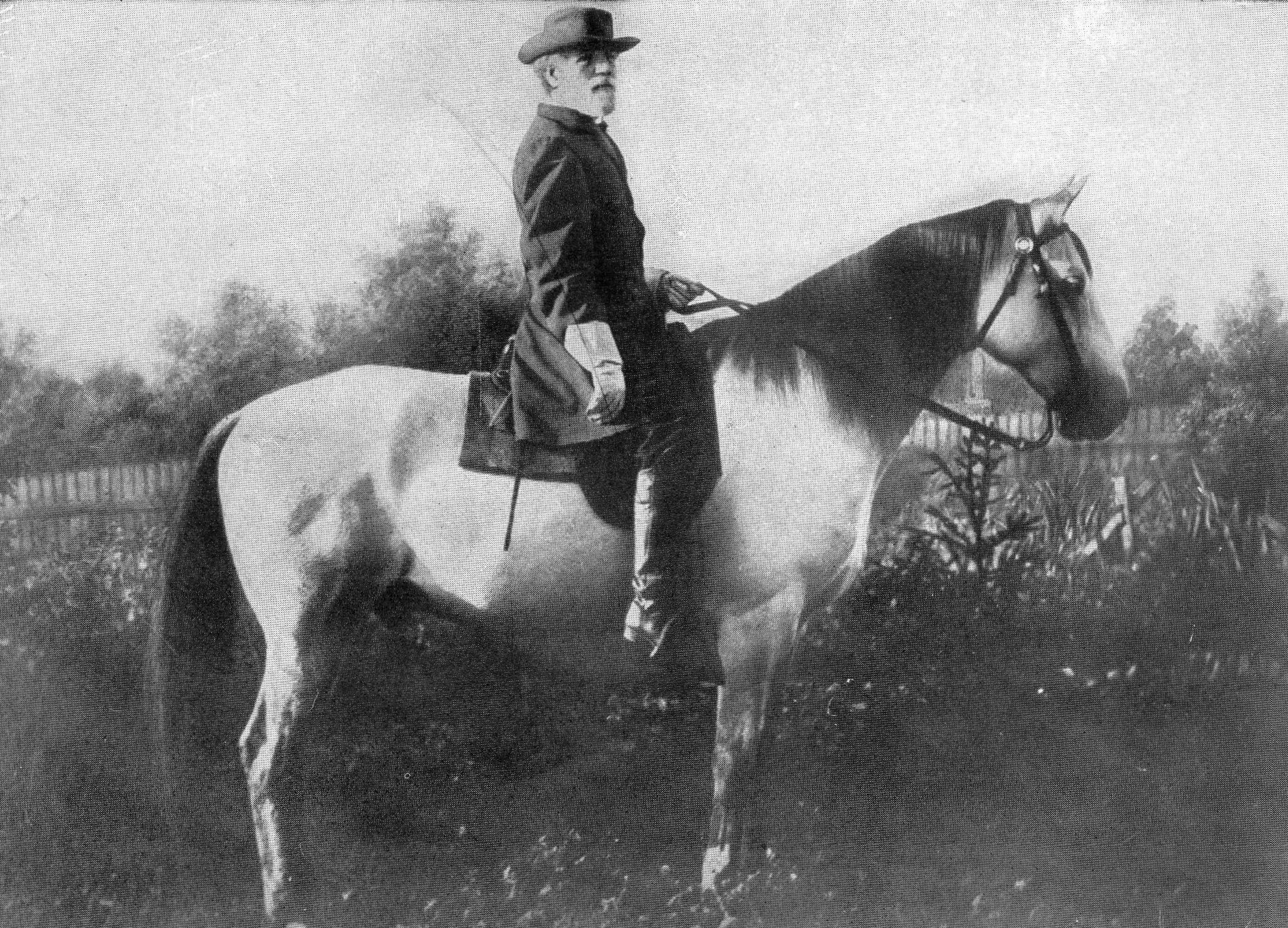
Generale R.E. Lee e il suo cavallo

Durante la guerra civile i Saddlebreds dimostrarono la loro superiorità sul campo di battaglia e furono cavalcati da molti generali, tra cui Ulisse S. Grant, Stonewall Jackson, Robert E. Lee e William Sherman. Dopo la guerra civile, man mano che gli spettacoli a cavallo riacquistavano popolarità, i proprietari iniziarono a inserire i loro American Saddlebred sul ring dello spettacolo.
I Saddlers dominarono la competizione grazie alla loro bellezza, facilità di movimento, resistenza e capacità di apprendimento che li rendevano ricercati e commercialmente preziosi, grazie all'incrocio con diverse razze come Morgan, Arabo, Standardbred e Hackney.
Nel 1891 fu fondata l'American Saddle-Horse Breeders Association a Louisville, nel Kentucky e fu la prima organizzazione di questo tipo per una razze americane di cavalli. Sotto la guida del primo presidente dell'Associazione, John B. Castleman, iniziarono gli obiettivi di raccolta, registrazione e conservazione dei pedigree dei cavalli da sella in America.

### Dal XX secolo in poi
Col passare del tempo il registro è cresciuto in cavalli e membri e il nome American Saddle-Horse Breeders Association non rifletteva più le funzioni in espansione dell'Associazione. Perciò, nel 1980 il nome del registro fu cambiato in American Saddlebred Horse Association (ASHA). Oggi ci sono circa 7 000 membri ASHA attivi, 50 club registrati ASHA e 40 club giovanili ASHA. I Saddlebreds americani potrebbero essere collocati come cavalli nativi americani ed è tuttora conosciuto come il cavallo da spettacolo definitivo.
Le categorie con andatura da esibizione rimasero centrali negli spettacoli equestri americani all'inizio del XX secolo.
I Saddlebred erano cavalli dalle prestazioni versatili, in grado di svolgere molte attività con velocità, forza e stile.  Tutti i Saddlebred potevano eseguire una passeggiata, un trotto e un canter. Alcune persone hanno anche mostrato un talento naturale per due andature uniche: il rack e l'andatura lenta. I cavalli iniziarono a essere allevati in modo selettivo per enfatizzare i loro talenti particolari ed emersero cavalli specifici come capi di razza che potevano trasmettere i tratti più preziosi. 

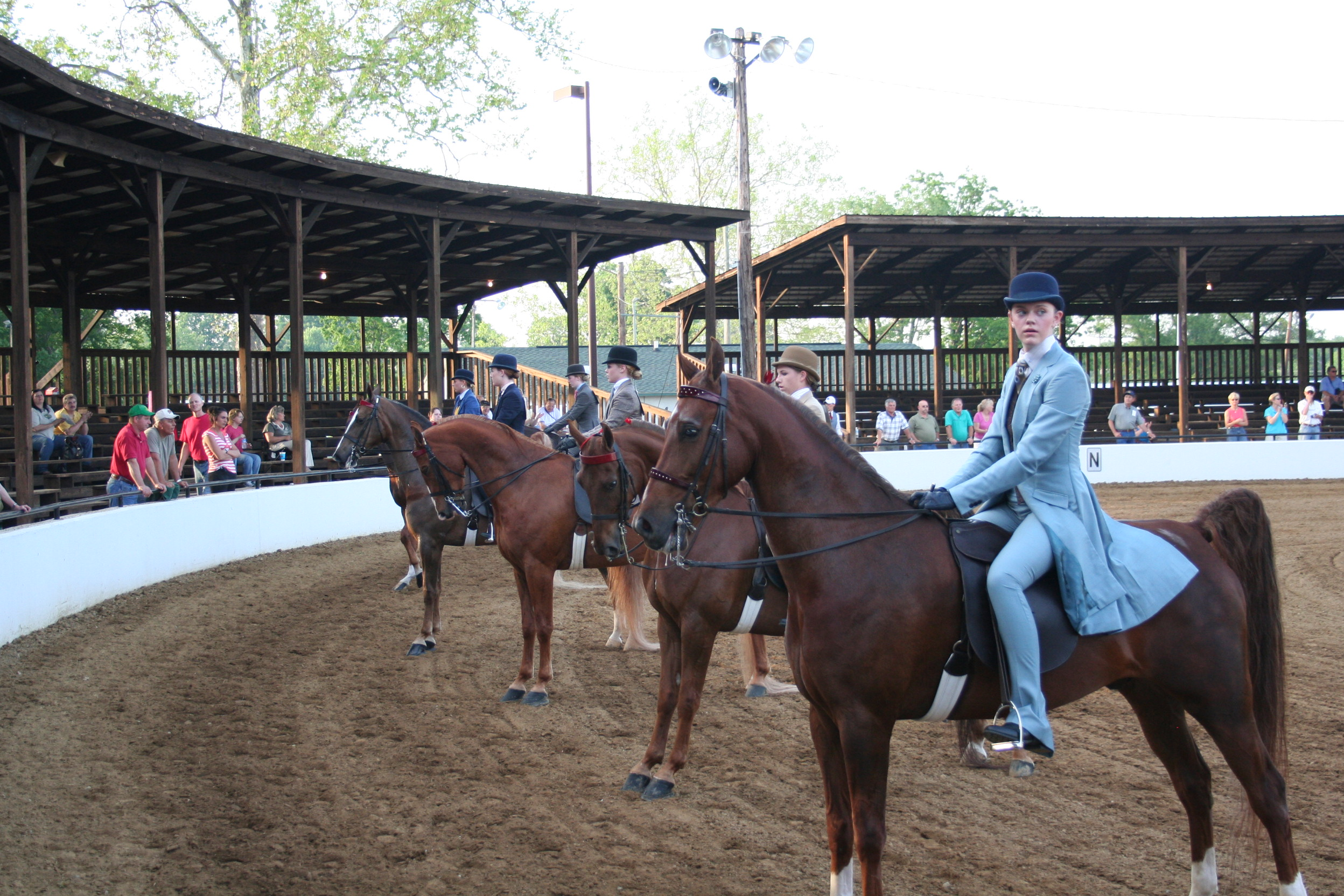
American Saddlebred alla fiera della contea di Boone (Kentucky).

Man mano che questi cavalli divennero più popolari e abbondanti, allevatori e addestratori professionisti nel Kentucky, nel Missouri e in altri stati gareggiarono in spettacoli per rivendicare il massimo dei voti con i loro cavalli. Il primo Grand Championship del mondo per Saddlebred è stato ospitato dalla fiera statale del Kentucky nel 1917, dove Easter Cloud è stato nominato campione di cinque andature, Happy Sybil è stato il campione di tre andature e Lady Beautiful ha vinto il primo premio nella divisione finimenti. Alcuni cavalli eccezionali nel corso del 1900 includono il Bourbon Chief, Sweetheart on Parade, Wing Commander, My My, Imperator e Lady Carrigan.
La seconda guerra mondiale ha frenato l'attività ricreativa che prevedeva l'impiego del Saddlebred nello spettacolo.
L'entusiasmo per spettacolo ippico è ritornato nella seconda metà degli anni '40 con stelle come Oak Hill Chief e il sei volte campione del mondo Wing Commander.
I concorsi tradizionali sono ancora tenuti per assegnare il titolo di Gran Campione del Mondo per i cavalli da sella, ma molti Saddlebred nel XXI secolo sono tornati al punto di partenza e sono mostrati in una serie di discipline che riflettono il talento dei loro antenati. I Saddlebred americani hanno gareggiato con successo in dressage, cutting, reining, barrel racing, salto, endurance, guida combinata ed eventi, tra le altre attività.
L'American Saddlebred è presente in tutti gli Stati Uniti, ma viene allevato principalmente nella parte meridionale del Kentucky e della Virginia. I prezzi variano a seconda del livello di formazione e dell'esperienza nello spettacolo. Un puledro può essere acquistato a circa $ 500 all'asta, mentre un famoso cavallo da esposizione può costare centinaia di migliaia di dollari.
L'American Saddlebred è comunemente visto nelle gare di equitazione in sella a spettacoli di cavalli e in altre discipline.
L'American Saddlebred Museum situato sul terreno del Kentucky Horse Park è definito il massimo "Showplace for Saddlebreds". All'interno, i visitatori imparano l'importante ruolo che American Saddlebred ha avuto nella storia della nostra nazione e come si è evoluto nella razza elegante, atletica e versatile che conosciamo oggi. Il Museo ospita la più grande collezione di manufatti Saddlebred nel mondo tra cui trofei, fotografie, virate, opere d'arte e una biblioteca utilizzata per le ricerche di sangue e genealogiche.

## Utilizzi
L'Americano da sella è una razza intelligente, recettiva, elegante, pratica, versatile e resistente; tutte queste caratteristiche ben giustificano la sua ampia diffusione nel territorio americano negli ultimi due secoli. Gli americani originariamente li sfruttarono per svariate attività, tra le quali il lavoro nei campi, il traino delle carrozze e la semplice monta. Successivamente, a partire dal 1800, i cavalli di questa razza divennero oggetto di vanto per i loro proprietari che cominciarono a partecipare alle fiere della contea degli Stati Uniti. L’arrivo della guerra civile interruppe quest’ultima attività; ne cominciò un'altra: i Saddlebreds infatti furono arruolati nella cavalleria.

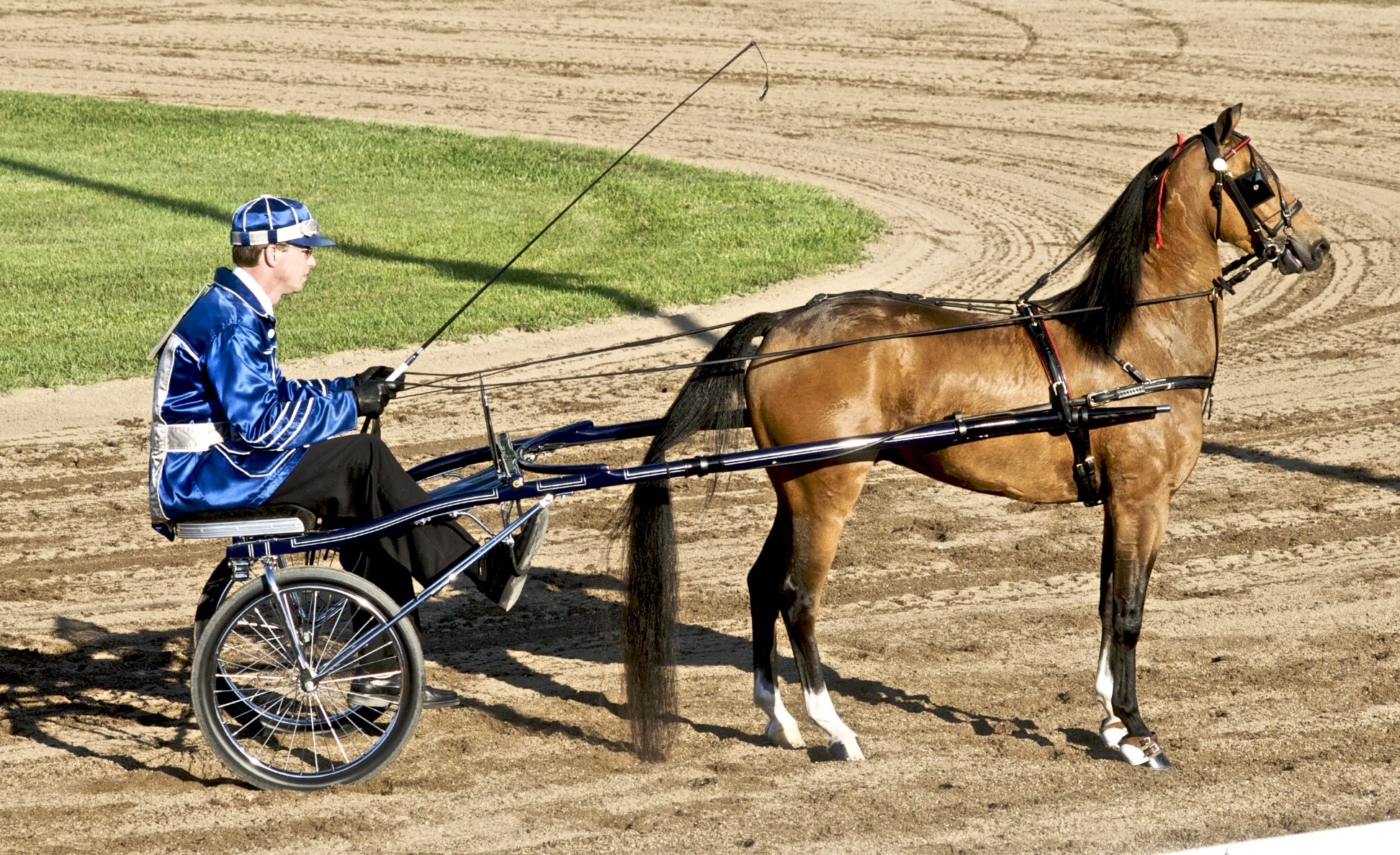
American Saddlebred al trotto

A oggi l’American Saddlebred si è confermato un soggetto adatto a svolgere egregiamente svariate attività equestri.
Cinque sono le divisioni riconosciute entro le quali i Saddlebreds competono:
1. Le "Cinque andature", in cui rientrano: il passo, il trotto, il galoppo, l’andatura lenta (un passo molto raccolto quasi sul posto) e il "rack"[23](un'andatura intermedia tra il trotto e il piccolo galoppo);
2. Le "Tre andature", che prevedono: il passo, il trotto e il galoppo[23];
3. L’"Imbracatura fine";
4. Il "Piacere", secondo cui il cavallo può essere usato per mostre ed esibizioni delle sue andature;
5. Le “Discipline americane”, tra cui si ricordano: la caccia, il dressage e la guida combinata[1].

L'utilizzo di tale cavallo, considerato appropriato per l’equitazione e la compagnia, è perfetto per adempiere ad altre attività, tra cui: l’allevamento delle mucche e non solo. Basti pensare che negli USA e in Canada il Saddlebred rappresenta una delle principali razze che entrano a far parte del corpo di Polizia.

## Film e celebrità
Gli American Saddlebred furono cavalli amati non solo da generali come Grant e Sherman, ma anche da politici tra cui si ricordano: Franklin Roosevelt, Harry Truman e George Washington.
A partire dagli anni ’40-’50, ossia durante gli anni d’oro del cinema e della TV, l’American Saddlebred è stato scelto per recitare in numerosi film poiché caratterizzato da un'enorme bellezza e da una spiccata capacità d'apprendimento.

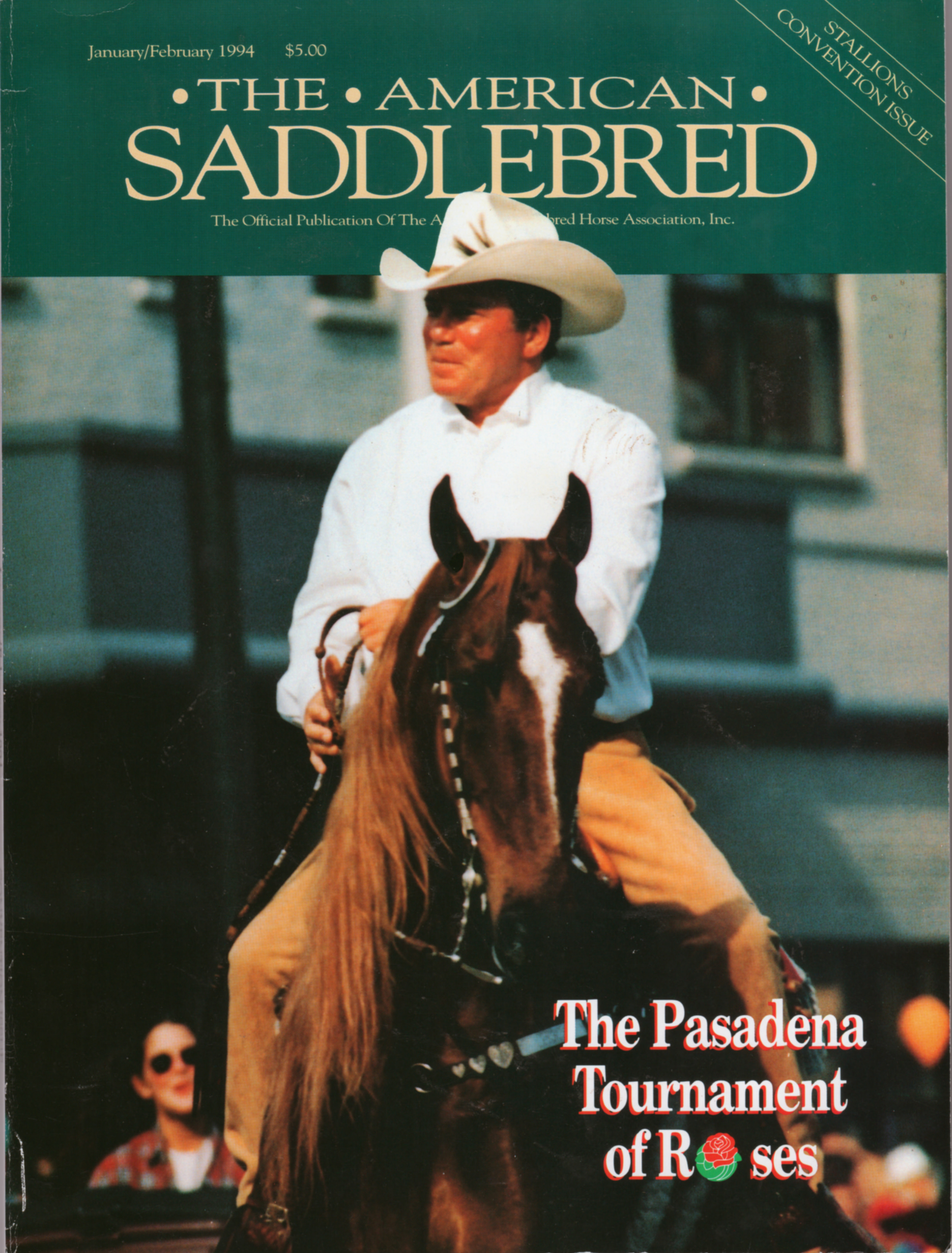
William Shatner a cavallo di uno dei suoi Saddlebreds sulla copertina della rivista The American Saddlebred

Tra i soggetti di maggior spicco si ricordano:
 
- Mr. Ed. (il cui vero nome era Bamboo Harvester), un cavallo parlante televisivo degli anni '50 -'60;
- Black Beauty and Fury, un cavallo che ha partecipato a vari film ed è apparso anche in TV;
- Black Diamond, un Saddlebred nero che ha recitato nel film Zorro della Walt Disney.

William Shatner, famoso attore, noto principalmente per essere stato il protagonista nella saga di Star Trek, è un appassionato di cavalli American Saddlebreds. Egli infatti li alleva, li allena e li monta. In Generazioni (uno dei film di Star Trek) è addirittura apparso con Great Belles of Fire, una sua cavalla American Saddlebred.
Nel 1920 (durante la depressione), Hugh Winkler, un uomo dell’Illinois, nel tentativo di guadagnare denaro, acquistò l’ultimo figlio di Rex Peavine (American Saddlebred di elevato spicco) e lo allenò ad andare sui pattini. Il cavallo apprese e così fu denominato “Due passi”.
Alcuni degli American Saddlebreds più conosciuti sono: 
- Il primo American Saddlebred cavalcato dal generale Robert E. Lee nella guerra civile;
- Easter Cloud, ovvero il primo cavallo a vincere il campionato del mondo Saddlebred (svoltosi nel 1917);
- Wing Commander, cavallo vincitore di sei titoli di Grand Champion e cinque Gaited Winner[26].